# 谢夫勒维尔
谢夫勒维尔（法語：Chèvreville，法語發音：[ʃɛvʁəvil]）是法国瓦兹省的一个市镇，属于桑利斯区。

## 地理
谢夫勒维尔（49°6'36"N, 2°50'58"E）面积10.34 平方千米，位于法国上法蘭西大區瓦兹省，该省份为法国北部内陆省份，北起索姆省，西接厄尔省和滨海塞纳省，南至塞纳-马恩省和瓦兹河谷省，东临埃纳省。
与谢夫勒维尔接壤的市镇（或旧市镇、城区）包括：布扬西、布雷日、楠特伊勒欧杜安、奥涅、维莱圣热内。

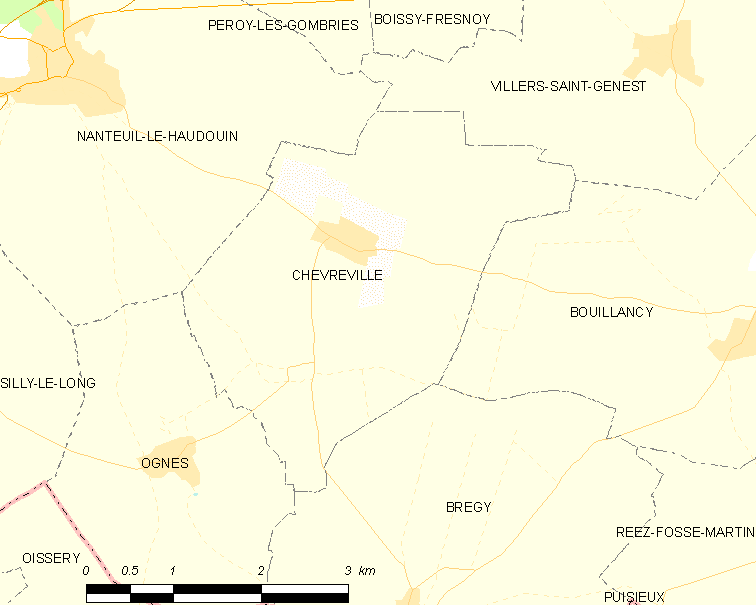
谢夫勒维尔的OSM定位图

谢夫勒维尔的时区为UTC+01:00、UTC+02:00（夏令时）。

## 行政
谢夫勒维尔的邮政编码为60440，INSEE市镇编码为60148。

## 政治
谢夫勒维尔所属的省级选区为楠特伊勒欧杜安县。

## 人口

1962-2008年间谢夫勒维尔人口变化图示

谢夫勒维尔于2022年1月1日时的人口数量为405人。